# Wonderbox
Wonderbox est une entreprise française basée à Paris, appartenant au groupe Multipass, spécialisée dans les coffrets cadeaux, les cartes cadeaux, la billetterie (spectacles, culture, divertissement, évènements sportifs) et la vente d’activités de loisirs sur internet. Fondé en 2004, le groupe est également présent dans différents pays européenset aux États-Unis.

## Histoire
Diplômés respectivement de Sciences-Po Paris et Dauphine et de l’ESCP, Bertile Burel et James Blouzard fondent Wonderbox en 2004, au retour de leur voyage de noces autour du monde. 
Après des débuts artisanaux, ils arrivent à signer des accords avec des prestataires et commencent par des cadeaux d’entreprise. À la création de Wonderbox en décembre 2004, deux coffrets sont créés pour 50 unités vendues. Le marché des coffrets cadeaux n’en est alors qu’à ses balbutiements, les grandes surfaces d’abord frileuses finissent par ouvrir leurs linéaires aux coffrets Wonderbox.

### Acquisitions
En 2008, la société ouvre deux filiales en Italie et en Espagne. Suivent la Belgique et la Suisse en 2009 et 2010. En mai 2017, Wonderbox annonce l'acquisition de Gift for you, société néerlandaise présente dans le même secteur, faisant suite au rachat en 2015 de Vivabox, société belge. Grâce à cette acquisition et au repositionnement de la marque, Wonderbox avait permis à l'enseigne Vivabox de doubler son chiffre d'affaires.
En décembre 2017, la marque revendique la vente de 2,5 millions de coffrets distribués dans 10 000 points de vente.
Au début de 2018, la société a racheté l'entreprise portugaise Lifecooler, numéro deux du marché des coffrets cadeaux au Portugal, avec 150 points de vente et 4 millions d'euros de chiffre d'affaires.
En juillet 2019, la société annonce l'acquisition de Cofre Vip, une entreprise espagnole spécialisée dans le même type d'activité. Au moment du rachat par Wonderbox, le chiffre d'affaires de l'entreprise espagnole était de 6 millions d'euros. Avec cette acquisition, Wonderbox compte maintenant trois marques de coffrets cadeaux en Espagne. La direction de Wonderbox a indiqué espérer atteindre 50 % des parts de marché en Espagne à moyen terme.
Le groupe poursuit sa stratégie de croissance dans le secteur du loisir et annonce l’acquisition des sociétés Go Dream au Danemark et Regal Box en Italie, ainsi qu’une prise de participation majoritaire dans Travel Stadium (marques Tickandbox et Stadiumbox).
En mai 2022, Wonderbox indique vouloir racheter au family office Otium Capital son homologue Smartbox, à l'exception de sa filiale britannique. Avec cette acquisition, Wonderbox espère élargir ses perspectives et accélérer la numérisation de son offre.

## Produits et services
La marque commercialise des coffrets cadeaux dans les réseaux de distribution classiques.
L’activité est particulièrement saisonnière, 50 % des ventes sont réalisées avant Noël pendant la période fin novembre/décembre.

## Résultats
En 2005, ce sont 4 000 coffrets cadeaux qui sont vendus, puis 40 000 en 2006. Mais le véritable décollage de l'activité s’opère l’année suivante avec 200 000 coffrets cadeaux écoulés. 
En 2007, le chiffre d’affaires est de 25 millions d’euros. 
En 2008, l'entreprise annonce 400 000 coffrets vendus. 
En 2012, le groupe réalise un chiffre d’affaires en Europe de 136 millions d’euros (dont 108 millions pour la France). Il affiche un taux de croissance annuel moyen de 30 %. En 2012, Wonderbox a vendu 1,2 million de coffrets cadeaux en France. 
En 2013, Wonderbox est devenu leadeur du marché des coffrets cadeaux en France sur un marché estimé à 280 millions d'euros,. En mars 2013, basée dans le 15e arrondissement de Paris, la société Multipass SAS emploie 250 personnes.
En 2014,  la marque a vendu 2 100 000 coffrets pour un chiffre d'affaires de 167 millions d'euros (dont 127 millions pour la France). Les coffrets cadeaux Wonderbox sont en 2014 distribués dans plus de 4 000 points de vente en France.

## Récompenses
En 2019, le site a été élu meilleur site de vente en ligne, catégorie « Box cadeaux & abonnement » par le magazine Capital Wonderbox a été élu « Service client de l'année 2020 » (*Étude BVA Group/Viséo CI effectuée de mai à juillet 2019 ). Depuis 2007, l'élection du Service client de l'année récompense la qualité des services clients par univers de consommation.

## Critiques
L'association de consommateurs UFC—Que choisir met en garde les consommateurs contre les coffrets cadeaux, quel que soit leur fournisseur, en critiquant les dérives de ces sociétés. Les défauts d'activation en caisse lors de l'achat empêchent le bénéficiaire de pouvoir profiter de son cadeau. De son côté, l'Institut national de la consommation (INC) regrette la protection incomplète des acheteurs de coffrets cadeaux.